# Arroz con bogavante

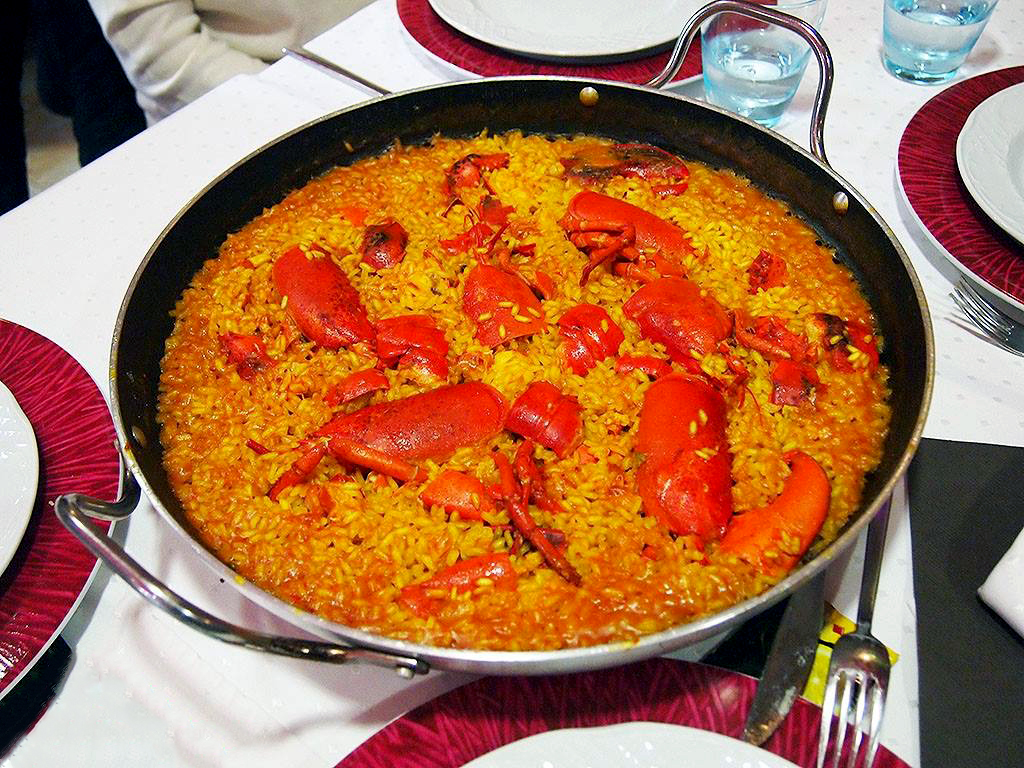
Paella de Arroz con bogavante listo para servir.

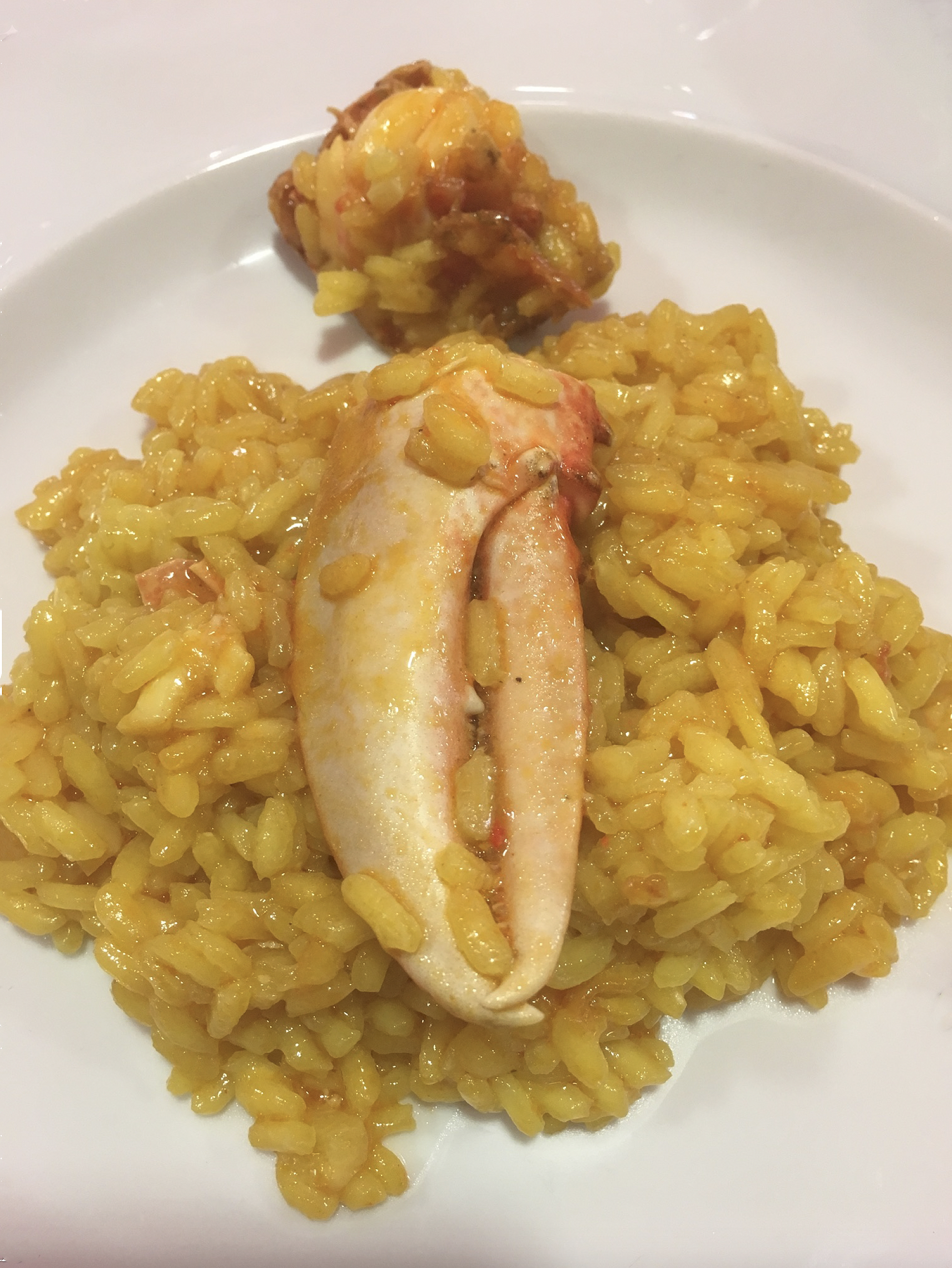
Arroz con bogavante.

El arroz con bogavante es un plato típico de las localidades costeras españolas, que se elabora de forma parecida a la paella de marisco; se puede cocinar seco o también caldoso. Se suele servir, al igual que todos los arroces, recién elaborado.

## Características

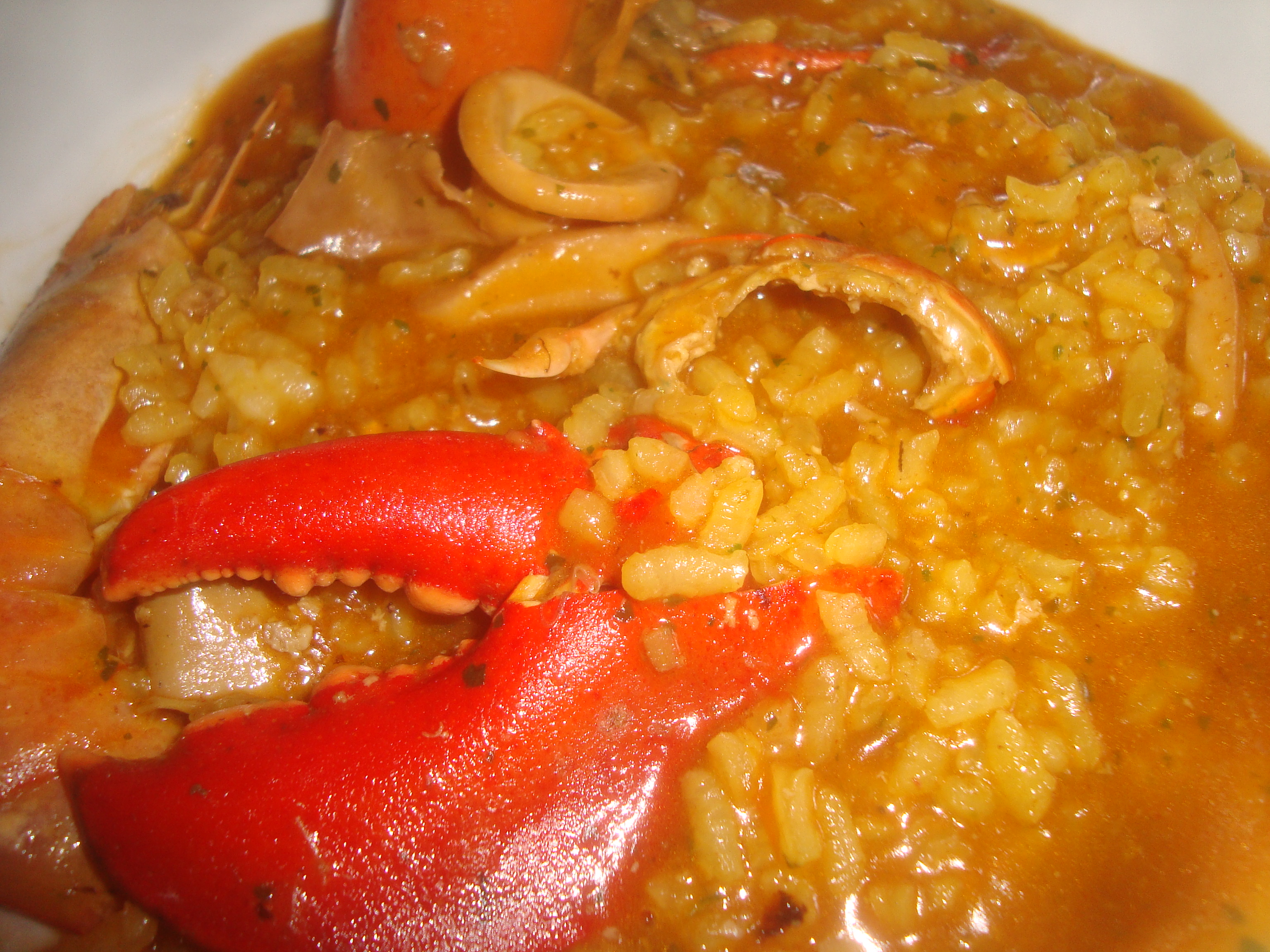
Arroz caldoso con bogavante.

El arroz ideal para este plato es el de la variedad "bomba" (Excepto si se hace caldoso), que requiere una mayor cantidad de agua y un mayor tiempo de cocción, con lo que el grano se hincha más y se le impregnan más los otros sabores. Al igual que la paella, se cocina en el recipiente también llamado paella o paellera, o, si es caldoso, en cazuela de barro o con un recipiente tratado en su superficie con teflón.